# 藤森安奈
藤森 安奈（ふじもり あんな、1994年11月10日 - ）は、日本の陸上競技選手。専門は短距離走。現在クラブチームのSTAC千葉に所属。

## 人物
1994年11月10日、千葉県生まれ。少女時代は神奈川県横須賀市で育つ。横須賀市立武山中学校入学後に陸上競技を始める。元々は小学校の時からダンスをやっており、中学でもダンスをやるつもりでいたが、体育の授業で藤森が50m走を走ったのを見た陸上部の顧問がその速さに目を惹かれて入部届を無理やり書かせたという。
中学校時代は3年次の第36回全日本中学校陸上競技選手権大会（2009年、大分市大分スタジアム）女子200mで5位入賞を果たしている。
中学校卒業後は高校陸上の名門である東京高等学校に進学。しかし高校2年、3年と続けて疲労骨折を起こしてしまい、2年次はシーズンを棒に振り、3年次では全国高等学校総合体育大会に漸く間に合うという状況での競技生活であった。故障明けで出場した平成24年度全国高等学校総合体育大会（新潟スタジアム）女子4×100mリレーでは東京高等学校の第2走者を務めてチームの優勝に力を尽くした。
2013年に青山学院大学に進学。大学進学後は日本学生陸上競技個人選手権大会（平塚競技場）女子100mで11秒68のタイムで優勝。同年の第82回日本学生陸上競技対校選手権大会（国立霞ヶ丘競技場陸上競技場）では女子100mで2位（11秒77）に入った。さらに2013年アジア陸上競技選手権大会（インド・プネー）日本代表に選出され、女子4×100mリレーで福島千里、北風沙織、渡辺真弓とチームを組みアンカーとして出場、44秒38のタイムで第2位となった。
2014年には世界リレーを目指すナショナルリレーチームメンバーに選抜され、2014年5月24日～25日にナッソー（バハマ）で開催される世界リレーに、北風沙織、渡辺真弓、土井杏南、市川華菜と共に日本代表チームに選出された。また、仁川アジア競技大会の4×100mリレーメンバーにも選ばれ、銅メダルを獲得した
2017年4月からAs-meエステールに入社。
2019年7月、株式会社ヴィーナスジャパンに入社。一児の母である。
2020年より山田ゴルフ倶楽部にキャディとして勤務している
2021年よりクラブチームのSTAC千葉に所属し、主に首都圏の大会や記録会に出場。一方でAIRNIXアンバサダーに就任。

## 自己ベスト
- 100m - 11秒68 （2013年6月23日、神奈川県平塚競技場）

## 出演
- 東京高等学校在校中青山学院大学在学中、にTBS「炎の体育会TV」に400mリレーの一員として出演した[13]。
- 林先生が驚く初耳学!（TBS、2016年8月28日放送分）

## 書籍
- 走りが変わる！陸上スプリント　最強のコツ50（2015年6月25日、監修・安井年文、メイツ出版）　-　モデル